# Banda ampla mòbil

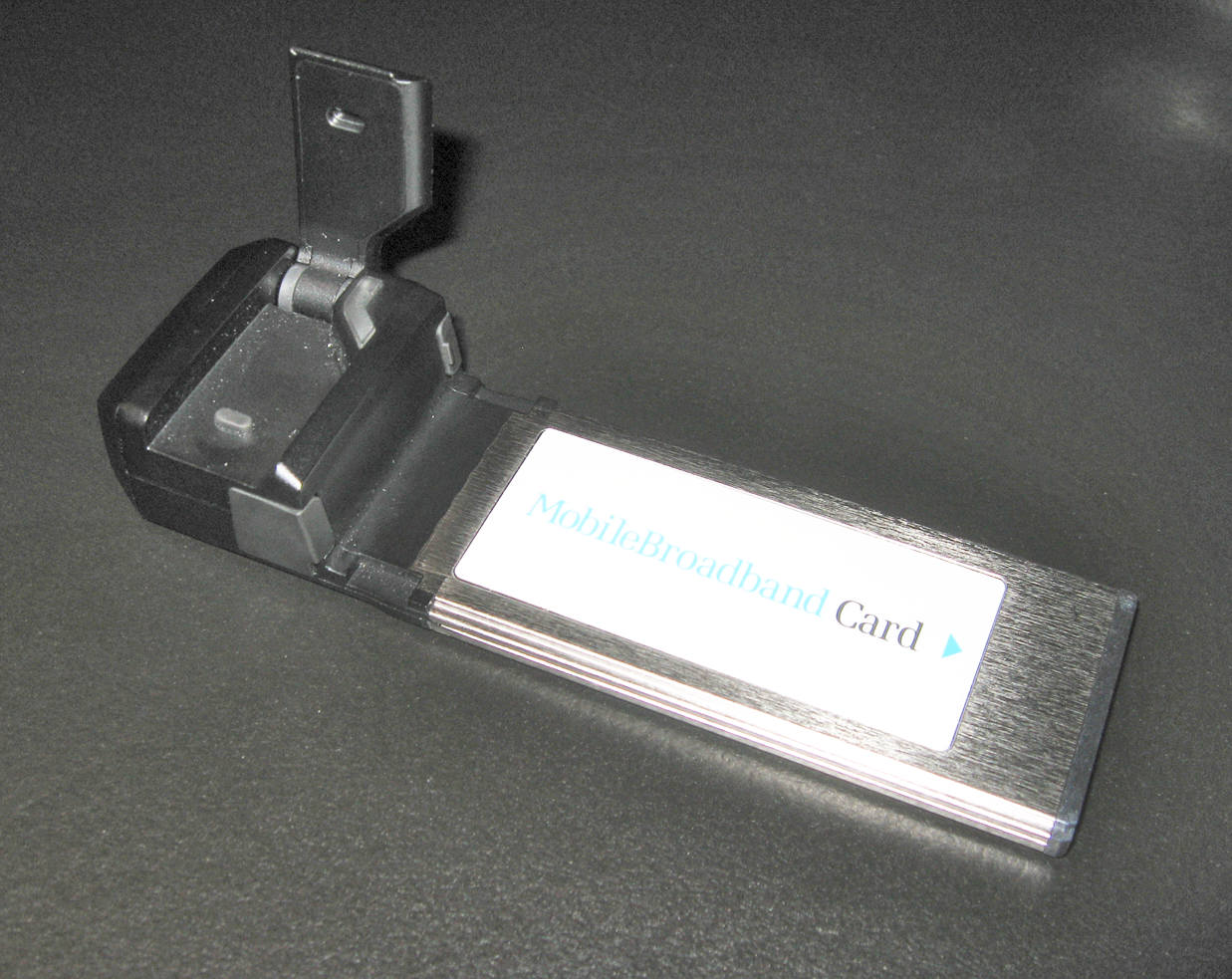
Un mòdem de banda ampla mòbil en format ExpressCard per a ordinadors portàtils

La banda ampla mòbil és el terme comercial per a l'accés a Internet sense fil a través de xarxes mòbils (cel·lulars). L'accés a la xarxa es pot fer mitjançant un mòdem portàtil, un mòdem sense fil, una tauleta/telèfon intel·ligent (possiblement connectat a la xarxa ) o un altre dispositiu mòbil. El primer accés sense fil a Internet va estar disponible el 1991 com a part de la segona generació (2G) de la tecnologia de telefonia mòbil. Les velocitats més altes van estar disponibles el 2001 i el 2006 com a part de la tercera (3G) i la quarta (4G) generacions. El 2011, el 90% de la població mundial vivia en zones amb cobertura 2G, mentre que el 45% vivia en zones amb cobertura 2G i 3G. La banda ampla mòbil utilitza l'espectre de 225 MHz a 3700 MHz.

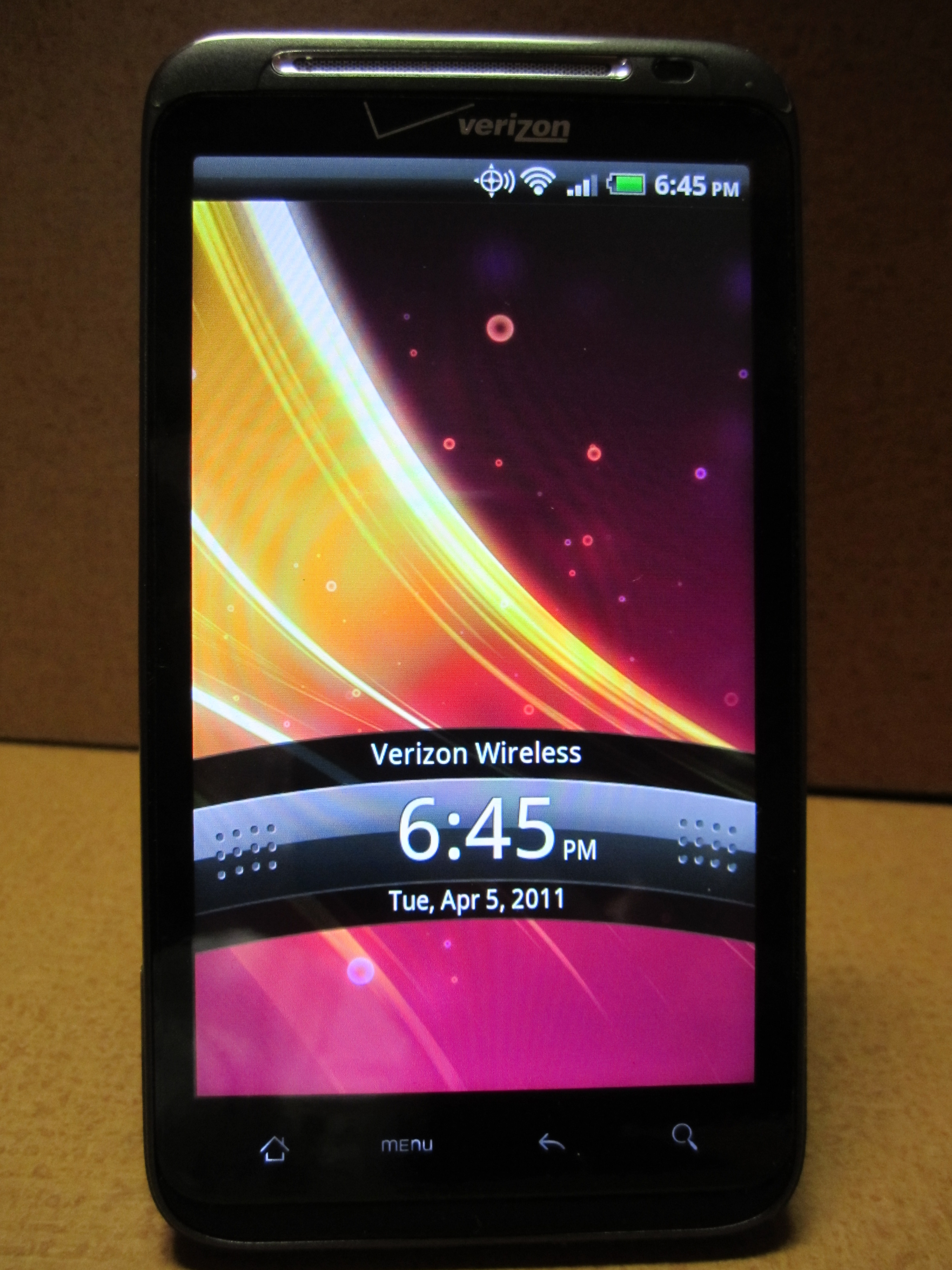
HTC ThunderBolt, el segon telèfon intel·ligent LTE disponible comercialment

## Descripció
La banda ampla mòbil és el terme de màrqueting per a l'accés a Internet sense fil que es proporciona a través de torres de telefonia mòbil a ordinadors i altres dispositius digitals mitjançant mòdems portàtils. Tot i que la banda ampla té un significat tècnic, el màrqueting d'operadors sense fil utilitza l'expressió "banda ampla mòbil" com a sinònim d'accés a Internet mòbil. Alguns serveis mòbils permeten que més d'un dispositiu es connecti a Internet mitjançant una única connexió cel·lular mitjançant un procés anomenat tethering.
Les taxes de bits disponibles amb els dispositius de banda ampla mòbil admeten veu i vídeo, així com altres accessos a dades. Els dispositius que proporcionen banda ampla mòbil a ordinadors mòbils inclouen:
- Targetes de PC, també conegudes com a targetes de dades de PC i targetes Express
- Targetes Mini PCI i Mini PCI Express integrades al portàtil
- Mòdems USB i de banda ampla mòbil, també coneguts com a targetes de connexió
- dispositius portàtils amb compatibilitat integrada amb banda ampla mòbil, com ara ordinadors portàtils, telèfons intel·ligents / tauletes, PDA i altres dispositius mòbils d'Internet.

Les subscripcions d'accés a Internet se solen vendre per separat de les subscripcions de serveis mòbils.

## Generacions
Aproximadament cada deu anys, esdevenen disponibles noves tecnologies i infraestructures de xarxa mòbil que impliquen un canvi en la naturalesa fonamental del servei, tecnologia de transmissió no compatible amb versions anteriors, taxes de dades màximes més elevades, noves bandes de freqüència i/o un ample de banda de freqüència de canal més ampli en Hertz. Aquestes transicions s'anomenen generacions. Els primers serveis de dades mòbils van estar disponibles durant la segona generació (2G).

Segona generació (2G) des del 1991:
| Velocitats en kbit/s | avall i amunt | avall i amunt |
| • CSD GSM            | 9.6           | 9.6           |
| • CDPD               | fins a 19,2   | fins a 19,2   |
| • GSM GPRS (2.5G)    | 56–115        | 56–115        |
| • GSM EDGE (2.75G)   | fins a 237    | fins a 237    |

Tercera generació (3G) des del 2001:
| Velocitats en Mbit/s | avall   | amunt    |
| • UMTS W-CDMA        | 0,4     | 0,4      |
| • UMTS HSPA          | 14.4    | 5.8      |
| • UMTS TDD           | 16      | 16       |
| • CDMA2000 1xRTT     | 0,3     | 0,15     |
| • CDMA2000 EV-DO     | 2,5–4,9 | 0,15–1,8 |
| • GSM EDGE-Evolution | 1.6     | 0,5      |

Quarta generació (4G) des del 2006:
| Velocitats en Mbit/s | Velocitats en Mbit/s                           | avall       | amunt       |
| •                    | HSPA+                                          | 21–672      | 5.8–168     |
| •                    | WiMAX mòbil (802.16)                           | 37–365      | 17–376      |
| •                    | LTE                                            | 100–300     | 50–75       |
| •                    | LTE-Avançat :                                  |             |             |
|                      | • mentre es mou a alta velocitat               | 100         | 100         |
|                      | • mentre està parat o es mou a baixa velocitat | fins a 1000 | fins a 1000 |
| •                    | MBWA (802.20)                                  | 80          | 80          |

Cinquena generació (5G) des del 2018:
| Velocitats en Mbit/s | Velocitats en Mbit/s | avall     | amunt    |
| •                    | HSPA+                | 400–25000 | 200–3000 |
| •                    | WiMAX mòbil (802.16) | 300–700   | 186–400  |
| •                    | 5G                   | 400–3000  | 500–1500 |

Les taxes de dades de descàrrega (a l'usuari) i de càrrega (a Internet) que s'indiquen anteriorment són taxes màximes o punta i els usuaris finals normalment experimentaran taxes de dades més baixes.
El WiMAX es va desenvolupar originalment per oferir un servei sense fil fix, amb mobilitat sense fil afegida el 2005. CDPD, CDMA2000 EV-DO i MBWA ja no s'estan desenvolupant activament.

## Cobertura

Mobile broadband Internet subscriptions in 2012
as a percentage of a country's population

El 2011, el 90% de la població mundial vivia en zones amb cobertura 2G, mentre que el 45% vivia en zones amb cobertura 2G i 3G, i el 5% vivia en zones amb cobertura 4G. Es preveu que el 2017 més del 90% de la població mundial tingui cobertura 2G, el 85% 3G i el 50% 4G.
Una barrera per a l'ús de la banda ampla mòbil és la cobertura que ofereixen les xarxes de serveis mòbils. Això pot significar que no hi ha xarxa mòbil o que el servei està limitat a tecnologies de banda ampla mòbil més antigues i lentes. Els clients no sempre podran assolir les velocitats anunciades a causa de les limitacions de cobertura de dades mòbils, inclosa la distància a la torre de telefonia mòbil. A més, hi ha problemes amb la connectivitat, la capacitat de la xarxa, la qualitat de les aplicacions i la manca d'experiència general dels operadors de xarxa mòbil amb el trànsit de dades. Les velocitats màximes que experimenten els usuaris també sovint estan limitades per les capacitats del seu telèfon mòbil o altre dispositiu mòbil.